# Torrie Wilson
Torrie Anne Wilson (Boise City (Idaho), 24 juli 1975) is een Amerikaans model en voormalig professioneel worstelaarster die vooral bekend is van haar tijd bij World Championship Wrestling, van 1999 tot 2001, en World Wrestling Entertainment, van 2001 tot 2008.

## In het worstelen
- Finishers
  - Nose Job
  - Running or diving tornado DDT
  - Swinging neckbreaker

- Signature moves
  - Dropkick
  - Baseball slide
  - Corner lariat
  - Facial (Stinkface)
  - Handspring back elbow smash
  - Headscissors takedown
  - Schoolgirl
  - Snap suplex

- Managers
  - David Flair
  - Shane Douglas
  - Billy Gunn
  - Billy Kidman
  - Tajiri
  - Carlito
  - Candice Michelle
  - Victoria

## Prestaties
- Playboy
  - Cover girl (mei 2003)
  - Co-Cover Girl met Sable (maart 2004)

- World Wrestling Entertainment
  - Golden Thong Award (2002)

- Andere titels
  - Miss Galaxy (1998)